# Elisabethpark (Halle)
Het Elisabethpark is een park in de Vlaams-Brabantse stad Halle.
Het park is aangelegd langs de Zenne en op de voormalige stadsomwalling van Halle. Een wandelpad loopt door dit park en het noordelijker gelegen Albertpark.
Dit park werd in 2015 opgeknapt en het heeft vooral een recreatieve functie voor kinderen.